# Mistrzowie krajowi Prus
Lista mistrzów krajowych Prus zakonu krzyżackiego:
- 1229-1239 Hermann Balk
- 1240-1241 Poppo von Osterna
- 1242-1244 Henryk von Weida
- 1244-1247 Poppo von Osterna
- 1247-1259 Dytryk von Grüningen
- 1259-1262 Hartmud von Grumbach
- 1262-1263 Helmeryk von Würzburg
- 1263      Jan von Wegeleben
- 1264-1265 Ludwik von Baldersheim
- 1266      Jan
- 1267-1270 Ludwik von Baldersheim
- 1270-1273 Dytryk von Gatersleben
- 1273-1276 Konrad von Thierberg Starszy
- 1279-1280 Konrad von Feuchtwangen
- 1280-1283 Mangold von Sternberg
- 1283-1288 Konrad von Thierberg Młodszy
- 1288-1299 Meinhard von Querfurt
- 1299      Konrad von Bamberg
- 1299-1300 Ludwik von Schüpf
- 1300-1302 Helwig von Goldbach
- 1302-1306 Konrad Sack
- 1306      Zyghard von Schwarzburg
- 1307-1309 Henryk von Plötzkau
- 1317-1324 Fryderyk von Wildenberg

W 1324 urząd mistrza krajowego Prus został zniesiony, zaś jego obowiązki przejął wielki mistrz.